# コマンダンテ・フェラス基地

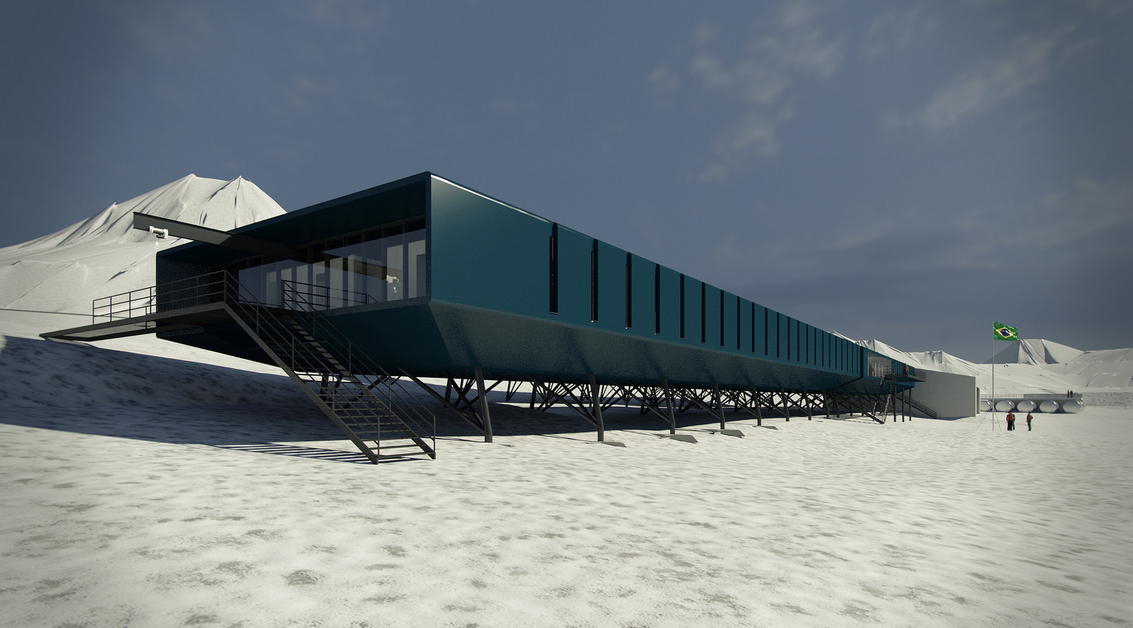
2013年撮影

コマンダンテ・フェラス基地（コマンダンテ・フェラスきち）は、ブラジルが所有する唯一の南極基地。通年運用されている。

## 位置
サウス・シェトランド諸島のキングジョージ島に位置する（南緯62度05分00、西経58度23分28）。

## 歴史
1982年にブラジルは南極探検を開始。1983年から1984年にかけて、キングジョージ島に基地を造成した。基地の名は、南極探検に従事して死亡した海軍士官の名に由来するもの。基地では、海洋生態系を明らかにするための生物調査や南極における気候変動の調査等が行われている。
2008年には、基地創設25周年を記念して、ルイス・イナシオ・ルーラ・ダ・シルヴァ大統領が基地を訪問した。
2009年には、日本より派遣された交換科学者が基地を訪問し、南大西洋異常帯に入射する高エネルギー粒子の特性や影響の研究を行っている。
2012年2月25日、発電棟で爆発を伴う火災が発生。海軍兵士2名が死亡し1人が負傷の惨事となった。基地の大部分が焼失したため、関係者は本国へ撤収している。